# Lili Simmons
Lili Simmons (ur. 23 lipca 1993 r. w San Diego) – amerykańska aktorka filmowa i serialowa.

## Filmografia
- Hollywood Is Like High School with Money (2010) jako Quinn Whitaker[2]
- Wymarzony luzer (2011) jako Lola[2]
- Grubas rządzi (2012) jako Isabel[2]
- Detektyw (2014) jako Beth[2]
- Bone Tomahawk (2015) jako Samantha[2]
- Banshee Origins (2013–2016) jako Rebecca Bowman[2]
- Banshee (2013–2016) jako Rebecca Bowman[2]
- Hawaii Five-0 (2014–2017) jako Melissa Armstrong / Amber Vitale[2]
- Dirty Lies (2017) jako Michelle[2]
- Bad Match (2017) jako Riley[2]
- Ray Donovan (2017) jako Natalie James[2]
- Westworld (2016–2018) jako New Clementine[2]